# Kawaguchi Yoshikatsu
Kawaguchi Yoshikatsu (川口 能活 Xuyên Khẩu Năng Hoạt) (sinh ngày 15 tháng 8 năm 1975 tại Fuji, tỉnh Shizuoka, Nhật Bản), là cựu thủ môn bóng đá người Nhật Bản. Anh đã tham gia 4 kì World Cup liên tiếp của đội tuyển Nhật Bản.

## Sự nghiệp cấp câu lạc bộ
Kawaguchi từng học tại trung học Shimizu Commercial và là thành viên của đội tuyển trường này. Sau khi tốt nghiệp trung học, anh gia nhập vào đội Yokohama Marinos (nay là Yokohama F. Marinos).
Những thành công sau đó cả trong màu áo Yokohama Marinos và đội tuyển Nhật Bản, đặc biệt là chức vô địch châu Á 2000 đã giúp anh được đến Anh thi đấu cho câu lạc bộ Portsmouth với phí chuyển nhượng 1,8 triệu £. Tuy nhiên, 21 bàn thua trong 11 trận đấu ở mùa giải 2001/2002, trong đó có thất bại bẽ mặt 1-4 của Portsmouth trước đội bóng nghiệp dư Leyton Orient ở Cúp FA, đã khiến anh không còn được huấn luyện viên Harry Redknapp tin tưởng và anh mất vị trí chính thức về tay Dave Beasant. Anh có trận đấu cuối cùng cho Portsmouth ở cuối mùa giải 2002-03 khi vào sân thay người trong chiến thắng 5-0 trước Bradford City. Sau đó, anh đã chuyển đến Đan Mạch để thi đấu cho câu lạc bộ FC Nordsjælland. Đến năm 2005, Kawaguchi trở về quê nhà Nhật Bản và ký hợp đồng thi đấu cho Júbilo Iwata.

## Sự nghiệp quốc tế
Kawaguchi được triệu tập vào đội tuyển U-23 Nhật Bản tham dự Thế vận hội Mùa hè 1996. Trong trận đấu đầu tiên tại giải với Brazil, anh đã xuất sắc vô hiệu hoá hoàn toàn các chân sút của đội này để giúp Nhật Bản giành chiến thắng bất ngờ 1-0. Nửa năm sau, anh cùng đội tuyển Nhật tham dự vòng loại World Cup 1998 và phong độ xuất sắc của anh đã giúp Nhật Bản lần đầu tiên trong lịch sử được góp mặt tại một vòng chung kết World Cup.
Thời gian ngồi ghế dự bị tại Porstmoth khiến anh mất suất thủ môn chính thức của tuyển Nhật Bản tại World Cup 2002 về tay Narazaki Seigo. Tuy nhiên, Kawaguchi là người hùng của Nhật Bản ở Cúp bóng đá châu Á 2004 khi cản phá hai cú sút penalty trong trận tứ kết gặp Jordan, đưa đội bóng lên ngôi vô địch sau đó. Tại FIFA Confederations Cup 2005, những pha cứu thua đẳng cấp của anh đã giúp Nhật Bản làm nên bất ngờ khi đánh bại đương kim vô địch châu Âu Hy Lạp (1-0) và cầm chân Brazil (2-2).
Tại World Cup 2006, trong trận đấu với Croatia ở vòng bảng, Kawaguchi đã xuất sắc cản phá thành công quả phạt đền của Darijo Srna. Trong suốt trận đấu, Kawaguchi cũng đã nhiều lần cứu nguy cho khung thành Nhật Bản sau các cú sút của Srna, Prso, Klasnic và Kranjčar nhưng cũng để bất cẩn để cú chuyền về của hậu vệ Kaji Akira lọt qua chân suýt dẫn đến bàn thua. Sau trận đấu, Kawaguchi đã được FIFA bầu chọn là Cầu thủ xuất sắc nhất trận. Tại Cúp bóng đá châu Á 2007, anh lại trở thành người hùng trong trận tứ kết với Úc khi cản phá thành công 2 quả sút luân lưu của Harry Kewell và Lucas Neill giúp Nhật Bản giành thắng lợi 4-3 và lọt vào bán kết.
Đến tháng 9 năm 2009, Kawaguchi đã trở thành thủ môn có số lần khoác áo đội tuyển nhiều nhất và là cầu thủ có số lần khoác áo đội tuyển thứ hai với 117 lần, sau Ihara Masami với 122 lần. Ngày 19 tháng 9 năm 2009, Kawaguchi bị gãy chân trong một trận đấu tại J.League với Kyoto Sanga và chỉ trở lại tập luyện từ tháng 4 năm 2010.
Ngày 10 tháng 5 năm 2010, huấn luyện viên Okada Takeshi công bố danh sách chính thức 23 cầu thủ đội tuyển Nhật Bản tham dự World Cup 2010 và trong đó có Kawaguchi. Việc Kawaguchi được triệu tập đã vấp phải sự phản ứng quyết liệt từ giới truyền thông Nhật Bản nhưng theo lý giải của Okada, ông cần Kawaguchi ở kinh nghiệm dày dạn, tính chuyên nghiệp và tư chất thủ lĩnh cả trong lẫn ngoài sân cỏ. Kawaguchi sau đó đã được mang băng đội trưởng đội tuyển trong quá trình tập luyện vào ngày 21 tháng 5, 2010.

## Danh hiệu

### Câu lạc bộ
Yokohama F. Marinos
- J. League: (2): 1995, 2000-01

Portsmouth
- Giải bóng đá Hạng nhất Anh: (1): 2002-03

### Đội tuyển quốc gia
- Cúp bóng đá châu Á (2): 2000, 2004

### Cá nhân
J. League
- Cầu thủ mới xuất sắc nhất năm của J. League: 1995
- Đội hình tiêu biểu J. League: 2006
- Giải Fair Play của J. League: 2008

AFC
- Cầu thủ xuất sắc nhất trong tháng của AFC: Tháng 6, 2001
- Đội hình tiêu biểu Cúp châu Á: 2004

FIFA
- Đội hình tiêu biểu FIFA Confederations Cup 2005
- Cầu thủ xuất sắc nhất trận đấu Nhật-Croatia World Cup 2006